# Lithocarpus rotundatus
Lithocarpus rotundatus är en bokväxtart som först beskrevs av Carl Ludwig von Blume, och fick sitt nu gällande namn av Aimée Antoinette Camus. Lithocarpus rotundatus ingår i släktet Lithocarpus och familjen bokväxter. Inga underarter finns listade.